# واجب (فیلم)
واجب (انگلیسی: Wajib) یک فیلم درام به کارگردانی آن‌ماری جاسر است که در سال ۲۰۱۷ منتشر شد.